# Louis de Marnix
Louis Joseph Ghislain Marie de Marnix (Bornem, 30 maart 1803 - Brussel, 21 oktober 1881) was een Belgisch bestuurder, grootgrondbezitter en politicus voor de Liberale Partij.

## Biografie

### Familie
Louis de Marnix was een telg uit de familie de Marnix. Hij was de oudste van de zeven kinderen van Charles Ghislain de Marnix (1780-1832) en Dorothée van der Gracht (1777-1865). Zijn vader verkreeg in 1816 adelserkenning met de titel van burggraaf (voor de oudste erfgenaam) en graaf (voor allen, inbegrepen de oudste). Louis was de oudste van de vier zoons. Een van zijn broers was Charles de Marnix, burgemeester van Bornem, bestendig afgevaardigde van Antwerpen en senator.
Hij was gehuwd met Petronilla Diert de Kerckwerve (1801-1862). Ze kregen een vroeggestorven zoon en twee dochters.

### Loopbaan
De Marnix begon zijn loopbaan als inspecteur van de rijksstoeterijen in het arrondissement Mechelen (1840-1845) en in de provincie Antwerpen (1845-1854). Hij werd vervolgens algemeen inspecteur van de rijksstoeterijen bij het ministerie van Binnenlandse Zaken (1854-1864).
Van 1844 tot 1848 was hij provincieraadslid van Antwerpen. In 1848 werd hij verkozen tot senator voor het arrondissement Brussel, een mandaat dat hij bekleedde tot in 1853. Van zijn aantreden tot 1851 was hij quaestor van de Senaat. In 1840 werd hij gemeenteraadslid en in 1843 burgemeester van Bornem. Hij oefende dit ambt uit tot in 1879.
Hij was ook in de ondernemerswereld actief. Zo was hij bestuurder van de Charbonnages du Bois des Hamandes en Charbonnages du Carabinier, alsook bestuurder en voorzitter van de Compagnie des Propriétaires Réunis pour l'assurance contre l'incendie.
Bij de Burgerwacht speelde hij een rol, waarbij hij tot luitenant-kolonel werd bevorderd.